# 有病数
有病数（ゆうびょうすう、Prevalence）は、集団における疾病の静的な頻度をあらわす指標の1つである。疫学において有病数は、ある指定された時点における、与えられた集団内での、特定の疾病や健康状態を有するものの数とされる。英語で同じ表記である、有病割合（Prevalence）とは異なる概念である。（ただし，疫学では実数よりも割合が重視されることから，Prevalenceと言えば，有病数ではなく有病率をしめすことが多い．）本指標の単位は、人である。

## 背景
有病割合の背景を参照して下さい。

## 時点の指定の仕方
時点の指定の仕方により、以下のような有病数が利用されている。これらは、疾病の性質や資料作成の目的などにより使い分けされる。「ある1時点」とするか「いずれかの（少なくとも）1時点」とするかで大きく2つに分かれる。

### 期間有病数
期間有病数（Period prevalence）は、特定の期間のいずれかの1時点で、特定の疾病または健康状態を保有していた者の総数である。

#### 生涯有病数
生涯有病数（Lifetime prevalance）は、生涯のいずれかの1時点で、特定の疾病または健康状態を保有していた者の総数である。再発傾向のある疾病や健康状態の実態を把握するのに、便利である。

#### 年間有病数
年間有病数（Annual prevalence）は、1年間のいずれかの1時点で、特定の疾病または健康状態を保有していた者の総数である。

### 時点有病数
時点有病数（Point prevalence）は、ある1時点で、ある疾病またはある特性を保有する者の総数である。

## 特徴
- 実態調査に含まれていない疾病や健康状態は、地域における有病数の把握が、困難である。